# ダイハツ・シグラ
シグラ（SIGRA）は、トヨタ自動車とダイハツ工業が共同開発し、アストラ・ダイハツ・モーター (Astra Daihatsu Motor) が製造する7人乗り小型MPV（ミニバン）である。

## 概要
2016年8月2日発売開始。同年のインドネシア国際モーターショーにも出展された。
シグラはダイハツではアギア/アイラに続いてインドネシア政府のローコストグリーンカー (LCGC) 政策に適合する2つ目の車種であり、アギア/アイラと共通のグローバルAセグメントプラットフォームをベースに開発されている。エンジンは3NR-FE型 直列4気筒 1.2リットルと、シグラのみ1KR-FE型 直列3気筒 1.0リットルのみが用意される。トランスミッションは5速MTまたは4速ATとなる。

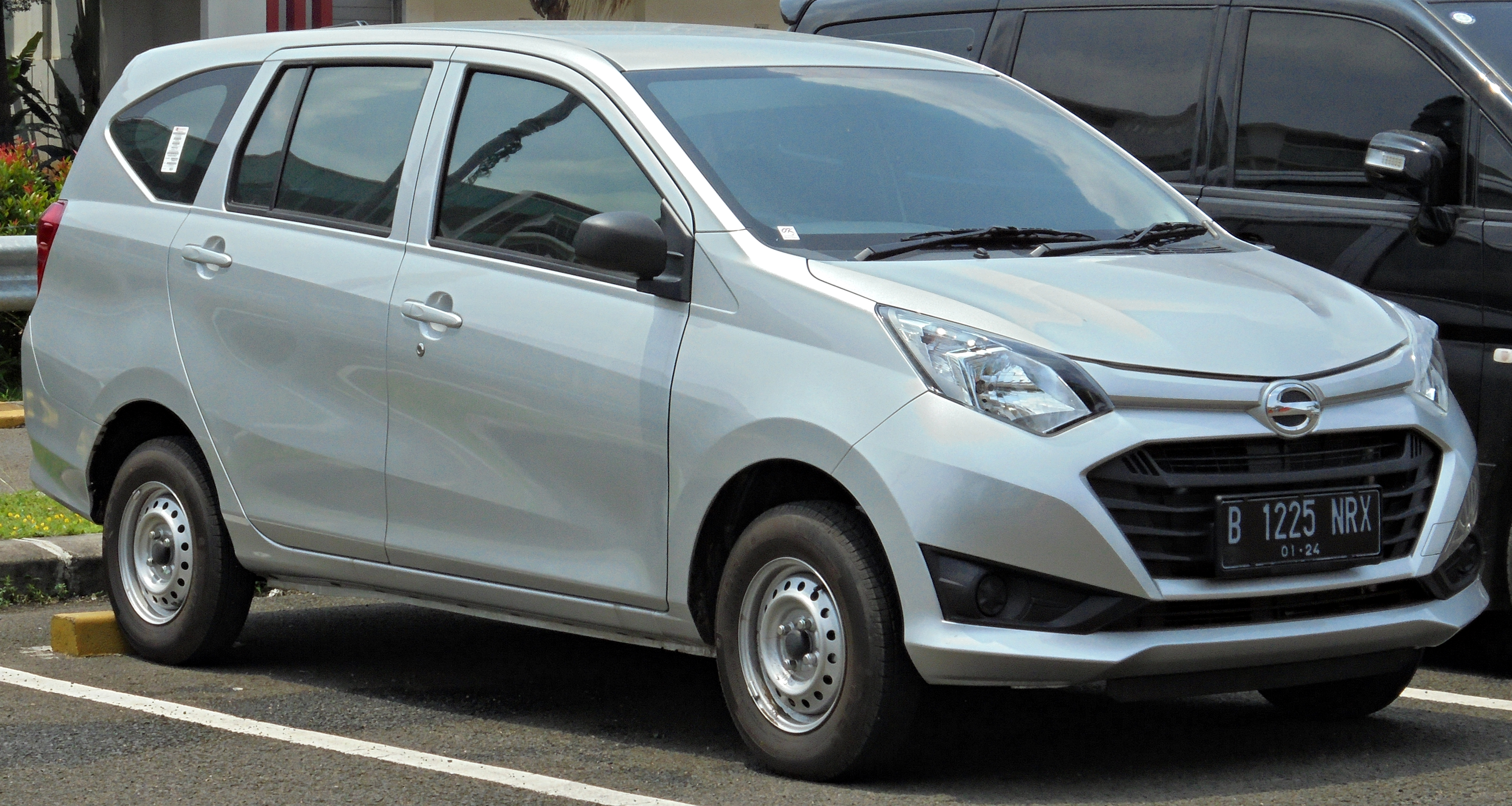
ダイハツ・シグラ 1.0 D（2016年8月販売型）
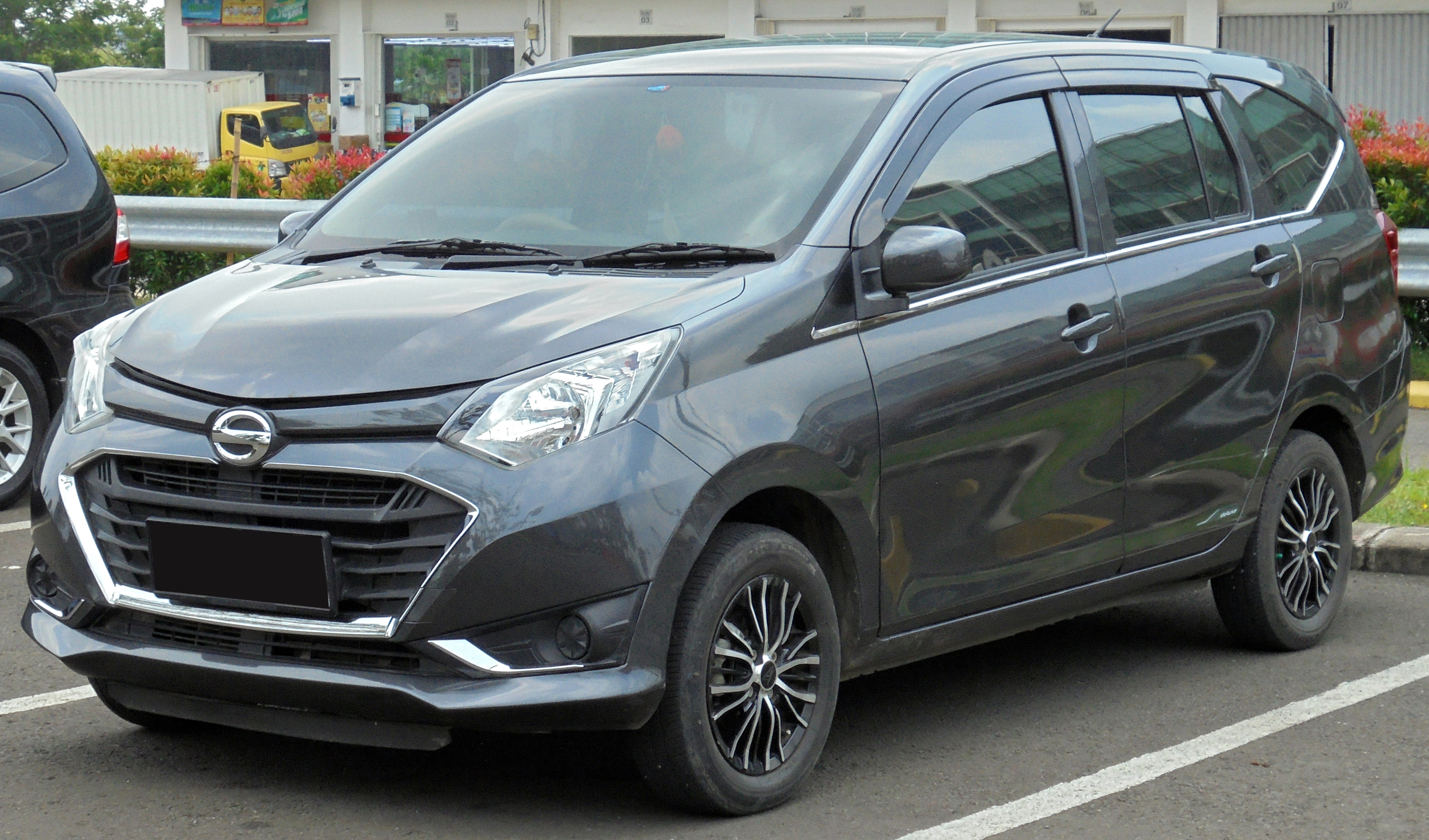
ダイハツ・シグラ 1.2 X デラックス（2016年8月販売型）
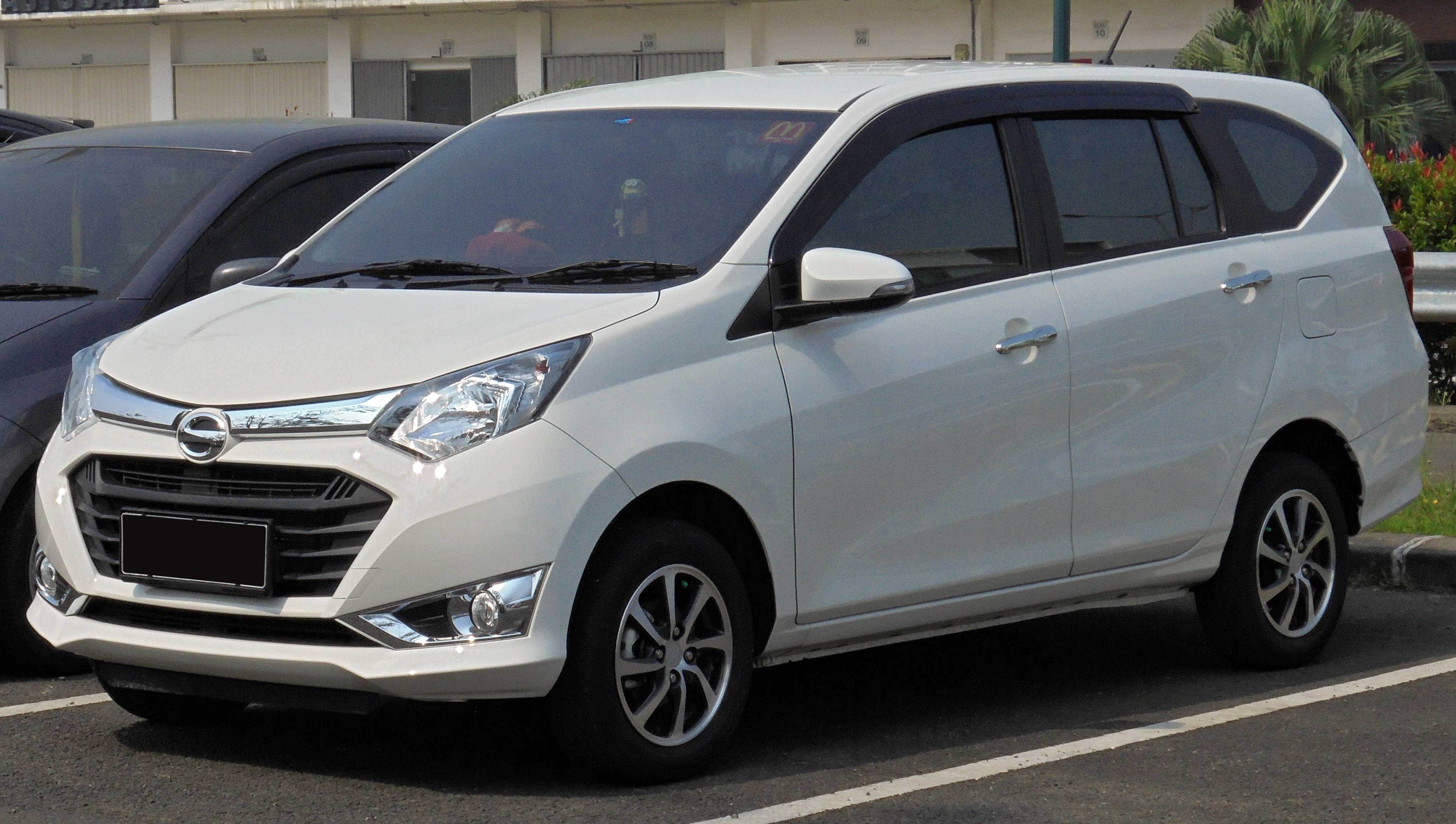
ダイハツ・シグラ 1.2 R（2016年8月販売型）
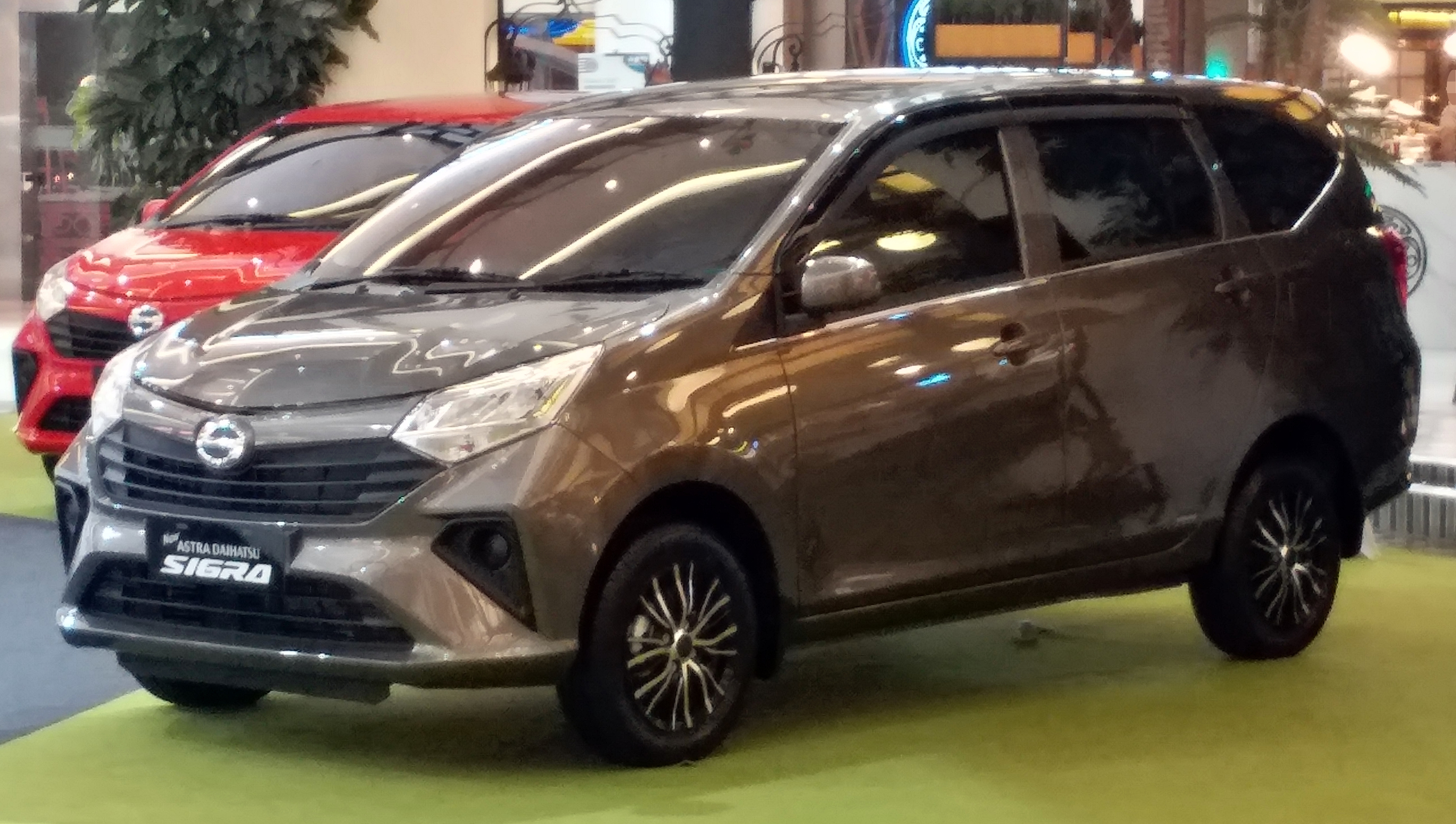
ダイハツ・シグラ 1.2 X デラックス（2019年9月改良型）
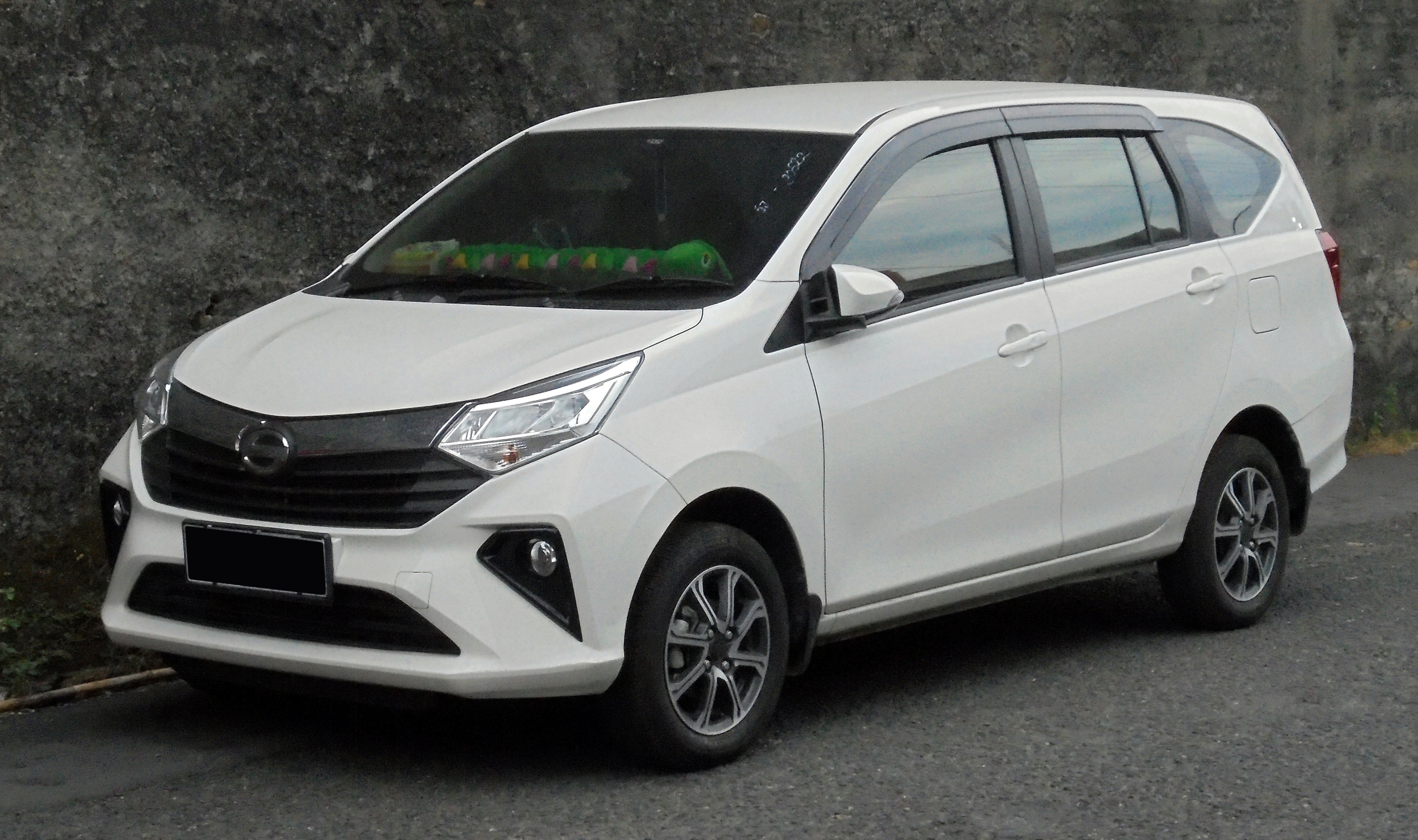
ダイハツ・シグラ 1.2 R（2019年9月改良型）
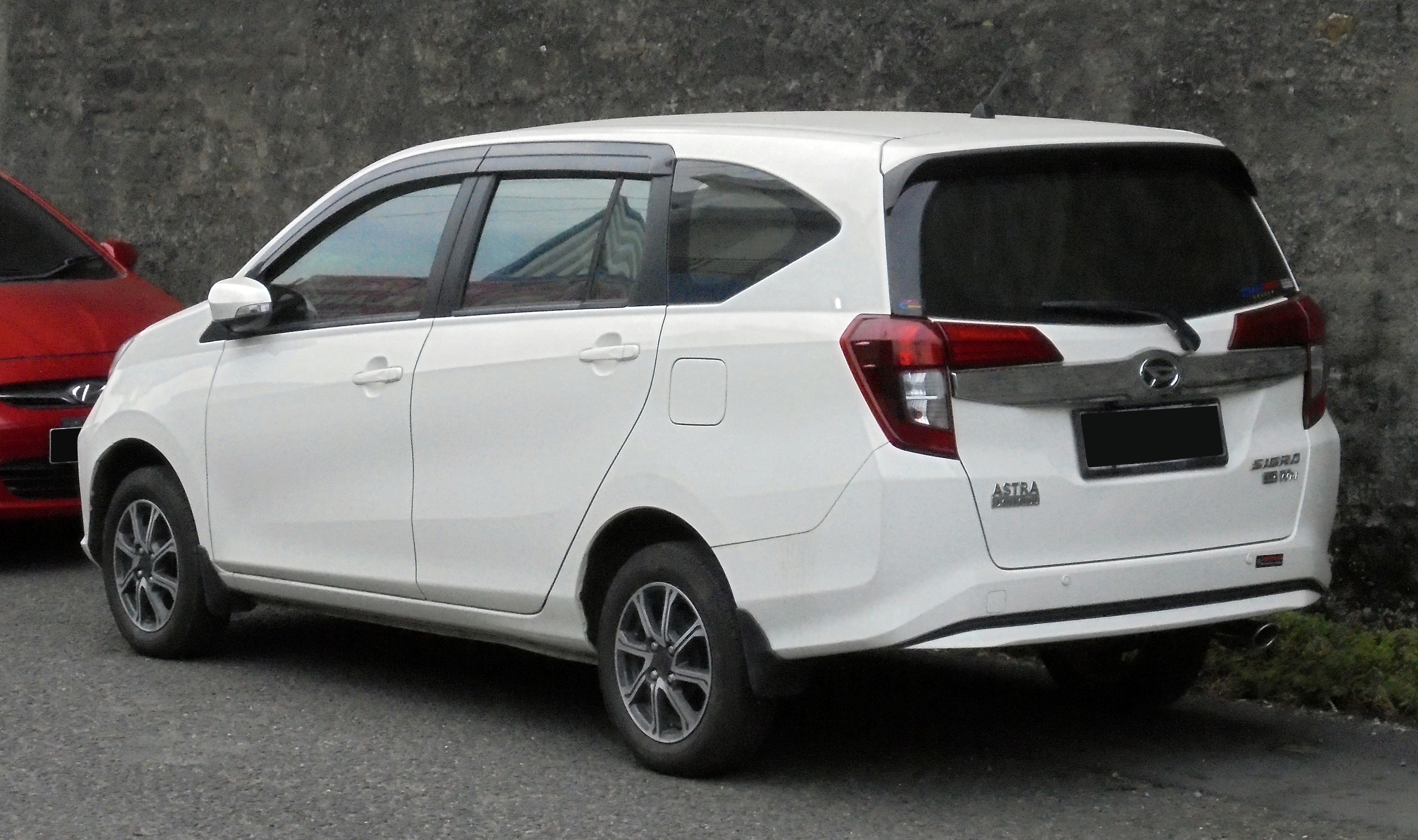
ダイハツ・シグラ 1.2 R（2019年9月改良型）リア